# Зимовий шторм

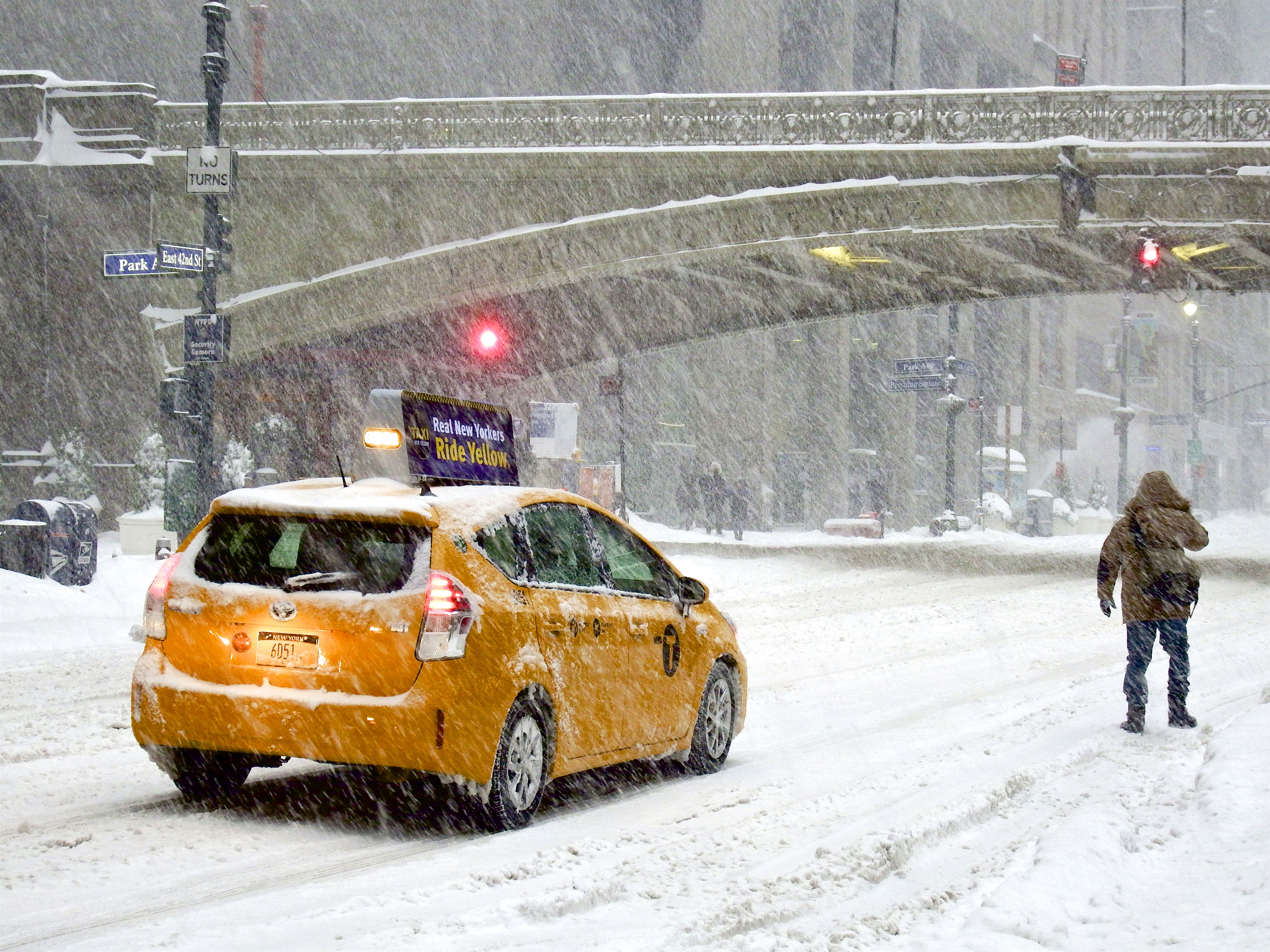
Сильний снігопад і сильний вітер під час хуртовини 2016 у Нью-Йорку

Зимовий шторм — це подія, коли вітер збігається з різноманітними опадами, які виникають лише за мінусових температур, наприклад снігом, змішаним снігом і дощем або крижаним дощем. У помірно-континентальному кліматі ці шторми не обов’язково обмежуються зимовим сезоном, але можуть відбуватися також пізньою осінню та ранньою весною. Снігова буря з сильним вітром та іншими умовами, що відповідають певним критеріям, називається хуртовиною.

### Значні крижані бурі
До відомих льодових штормів належать пов’язаний із Ель-Ніньйо Північноамериканський льодовий шторм 1998 р., який вразив більшу частину східної Канади, включаючи Монреаль і Оттаву, а також північну частину штату Нью-Йорк і частини верхньої Нової Англії. Три мільйони людей втратили електроенергію, деякі на шість тижнів. Одна третина дерев у монреальському парку Маунт-Рояль була пошкоджена. Сума економічних збитків, завданих штормом, оцінюється в 3 мільярди доларів канадських.
- Крижаний шторм на Різдво 2000 року спричинив руйнівні проблеми з електрикою в Арканзасі, Оклахомі і Техасі. Місто Тексаркана, Арканзас зазнало найбільшої шкоди, в якийсь момент втративши можливість користуватися телефоном, електрикою та проточною водою. У деяких районах Арканзасу, Оклахоми, Техасу та, зрештою, Луїзіани від крижаного дощу накопичилося понад 1 дюйм (25 мм) льоду.[1][2]
- 2002 Крижаний шторм у Північній Кароліні, що призвело до величезної втрати електроенергії на більшій частині штату та пошкодження майна через падіння дерев. За винятком гірської західної частини штату, сильний сніг і ожеледь рідко трапляються в Північна Кароліна.
- Груневий крижаний шторм у грудні 2005 року — ще один сильний зимовий шторм, який завдав значної шкоди льоду на значній частині південної частини Сполучених Штатів 14–16 грудня. Це призвело до відключення електроенергії і щонайменше 7 смертей.
- Січнева зимова буря 2005 року в Канзасі була оголошена зоною великого лиха президентом Джорджем Бушем після того, як льодовий шторм завдав майже 39 мільйонів доларів збитків тридцяти двом округам. Федеральні кошти були надані округам протягом 4–6 січня 2005 року для сприяння процесу відновлення.[3]
- 2009 Січень на Центральних рівнинах і Середньому Заході крижаний шторм, був історичним руйнівним крижаним штормом. У більшості місць, які постраждали від шторму, спостерігалося 2 дюйми (51 мм) або більше накопичень льоду та кілька дюймів снігу поверх нього. Це вивело з ладу лінії електропередач, через що деякі люди залишалися без електрики від кількох днів до кількох тижнів. У деяких випадках електроенергії не було на місяць і більше. У розпал шторму понад 2 мільйони людей були без світла.
- Зимовий шторм 2021 р. був найсмертоноснішим зимовим штормом після хуртовин 1996 р., який вразив більшу частину середнього заходу та півдня центральної частини США. Штат Техас набув помітного розголосу через збій у електромережі штату, що спричинило відключення електроенергії на 7–10 днів у всьому штаті.